# الووسیتابین
الووسیتابین (انگلیسی: Elvucitabine) یک مهارکننده آزمایشی نوکلئوزیدی ترانس کریپتاز معکوس (NRTI) است که برای درمان عفونت HIV ساخته شده است.
الووسیتابین متعلق به دسته‌ای از داروهای HIV به نام مهارکننده های نوکلئوزیدی رونوشت معکوس (NRTIs) است. این دارو با مسدود کردن آنزیم‌های ترانس کریپتاز معکوس، NRTI از تکثیر HIV جلوگیری می‌کند و می‌تواند میزان HIV را در بدن کاهش دهد.